# Alstom Coradia
Alstom Coradia of Coradia is de naam voor een productfamilie van treinstellen die door Alstom (voorheen Linke-Hofmann-Busch) wordt ontworpen, ontwikkeld en gebouwd. De naam Coradia wordt door Alstom toegevoegd aan treinstellen met verschillende technische kenmerken, voor het lokale en regionale personenvervoer.

## Coradia A TER
De A TER is een type dieselhydraulisch motorrijtuig, voor gebruik op rustige (niet-geëlektrificeerde) spoorlijnen. De treinen worden ingezet op spoorlijnen in Duitsland en Frankrijk, tot 2005 werden de treinstellen ook in Luxemburg gebruikt. 
| Serie        | Afbeelding | Vervoerder                          | In dienst gesteld | Aantal | Aantal rijtuigen | Aandrijving       |
| ------------ | ---------- | ----------------------------------- | ----------------- | ------ | ---------------- | ----------------- |
| Baureihe 641 |            | DB                                  | 2001-2002         | 40     | 1                | Dieselhydraulisch |
| CFL 2100     |            | CFL tot dec. 2005 verkocht aan SNCF | 2000-2001         | 6      | 1                | Dieselhydraulisch |
| X 73500      |            | SNCF                                | 1999-2004         | 318    | 1                | Dieselhydraulisch |
| X 73900      |            | SNCF                                | 2001              | 19     | 1                | Dieselhydraulisch |

## Coradia Arlanda Express
De Arlanda Express is een elektrisch treinstel, dat speciaal ontwikkeld is voor de snelle pendeldienst tussen de luchthaven Arlanda en Stockholm.
| Serie | Afbeelding | Vervoerder                                      | In dienst gesteld | Aantal | Aantal rijtuigen | Aandrijving                 |
| ----- | ---------- | ----------------------------------------------- | ----------------- | ------ | ---------------- | --------------------------- |
| X3    |            | Statens Järnvägar (SJ) verhuurd aan: A-Train AB | 1998-1999         | 7      | 4                | Wisselstroom / Bovenleiding |

## Coradia Civia Cercanias 2000
De Civia Cercanias 2000 is ontwikkeld voor het voorstedelijk vervoer op de Spaanse Cercanias-netwerken.
| Serie     | Afbeelding | Vervoerder | In dienst gesteld | Aantal | Aantal rijtuigen | Aandrijving                 |
| --------- | ---------- | ---------- | ----------------- | ------ | ---------------- | --------------------------- |
| serie 462 |            | RENFE      | 2004              | 3      | 2                | Gelijkstroom / Bovenleiding |
| serie 463 |            | RENFE      | 2004 - 2008       | 34     | 3                | Gelijkstroom / Bovenleiding |
| serie 464 |            | RENFE      | 2004 - 2008       | 82     | 4                | Gelijkstroom / Bovenleiding |
| serie 465 |            | RENFE      | 2004 - 2008       | 195    | 5                | Gelijkstroom / Bovenleiding |

## Coradia Continental
De Coradia Continental is een elektrisch treinstel, voor het voorstedelijke en regionale vervoer. Het wordt ingezet op het Duitse spoor.  
| Serie         | Afbeelding | Vervoerder                                                                                           | In dienst gesteld | Aantal       | Aantal rijtuigen | Aandrijving                 |
| ------------- | ---------- | --- | ----------------- | ------------ | ---------------- | --------------------------- |
| Baureihe 440  |            | DB                                                                                                   | 2008              | 76           | 3-5              | Wisselstroom / Bovenleiding |
| Baureihe 1440 |            | DB Regio NRW GmbH * Verkehrsverbund Rhein-Ruhr (VRR) * Zweckverband Nahverkehr Westfalen-Lippe (NWL) | 2014              | 28           | 3                | Wisselstroom / Bovenleiding |
| Baureihe 1440 |            | E-Netz Mittelsachsen * Dresden-Chemnitz-Plauen-Hof * Dresden-Zwickau-Chemnitz-Elsterwerda            | 2016              | 28           | 3, 5             | Wisselstroom / Bovenleiding |
| Baureihe 1440 |            | Metronom (Elektro-Netz Niedersachsen-Ost (ENNO)) * Hannover-Wolfsburg                                | 2015              | 20 Optie: 13 | 4                | Wisselstroom / Bovenleiding |
| Baureihe 1440 |            | Hessische Landesbahn                                                                                 | 2018              | 30           | 3, 4             | Wisselstroom / Bovenleiding |
| Baureihe 440  |            | NordWestBahn                                                                                         | 2010              | 35           | 3-5              | Wisselstroom / Bovenleiding |
| Baureihe 440  |            | BeNEX ("agilis")                                                                                     | 2009              | 21           | 3-4              | Wisselstroom / Bovenleiding |

## Coradia Duplex
De Coradia Duplex is een dubbeldeks treinstel voor het (inter)regionaal en voorstedelijk vervoer. De basisversie wordt gebruikt op het Franse en Luxemburgse spoor, een aangepaste versie wordt gebruikt op het Zweedse spoorwegnet.
| Serie      | Afbeelding | Vervoerder           | In dienst gesteld | Aantal                  | Aantal rijtuigen | Aandrijving                              |
| ---------- | ---------- | -------------------- | ----------------- | ----------------------- | ---------------- | ---------------------------------------- |
| Z 24500    |            | SNCF                 | 2004              | 148                     | 3                | Gelijkstroom-Wisselstroom / Bovenleiding |
| Z 26500    |            | SNCF                 | 2004-2005         | 56                      | 4-5              | Gelijkstroom-Wisselstroom / Bovenleiding |
| CFL 2200   |            | CFL                  | 2004              | 12                      | 3                | Gelijkstroom-Wisselstroom / Bovenleiding |
| X40        |            | SJ                   | 2005              | (X40-2)= 16 (X40-3)= 27 | 2-3              | Wisselstroom / Bovenleiding              |
| FNM Duplex |            | FNM Spa. (FNM Group) | 2010              | 6                       | 4                | Gelijkstroom / Bovenleiding              |

## Coradia Juniper
De Coradia Juniper wordt gebruikt op het Britse spoorwegnet en is speciaal aangepast voor het krappe profiel van vrije ruimte.
| Serie     | Afbeelding | Vervoerder        | In dienst gesteld | Aantal | Aantal rijtuigen | Aandrijving                 |
| --------- | ---------- | ----------------- | ----------------- | ------ | ---------------- | --------------------------- |
| Class 334 |            | ScotRail          | 2000-2008         | 40     | 3                | Wisselstroom / Bovenleiding |
| Class 458 |            | South West Trains | 1998-2000         | 30     | 4                | Gelijkstroom / Stroomrail   |
| Class 460 |            | Gatwick Express   | 2000              | 8      | 8                | Gelijkstroom / Stroomrail   |

## LINT
De LINT is een dieselmechanisch motorrijtuig of treinstel. Het is een zogenaamde light train, ontworpen door fabrikant Linke-Hofmann-Busch (LHB) uit Salzgitter. Door de overname van LHB door Alstom wordt het treinstel geproduceerd door Alstom. Het acroniem LINT staat voor "Leichter Innovativer NahverkehrsTriebwagen".
De LINT is leverbaar als motorrijtuig (eendelig) onder de naam LINT 27 (27,26 meter lang), of als twee- of driedelig treinstel onder de naam LINT 41 (41,81 meter lang)/LINT 54 of LINT 81. De LINT heeft een topsnelheid van 120 km/h.
De LINT 41 maakt gebruik van Jacobsdraaistellen, waardoor de bakovergangen kort en breed zijn. Door het aanscherpen van de botsnormen door de Europese Commissie is het design aangepast, hierbij zijn de jacobsdraaistellen niet meer toegepast. De nieuwe tweedelige treinstellen staan bekend als LINT 54.
Net als bij de Talent, een gelijksoortig treinstel van Bombardier, bevinden de motoren zich aan de uiteinden van de rijtuigbakken, waardoor de vloerhoogte daar 1038 mm is. In het midden, waar zich de deuren bevinden, bedraagt de vloerhoogte 580 mm bij treinen van het type LINT 27 en LINT 41 of een vloerhoogte van 780 mm bij treinen van het type LINT 27/H, LINT 41/H, LINT 54 en LINT 81. De eendelige motorrijtuigen hebben een Tognum (MTU) dieselmotor van 315 kW), de meerdelige treinstellen hebben twee treinstellen.

### iLint

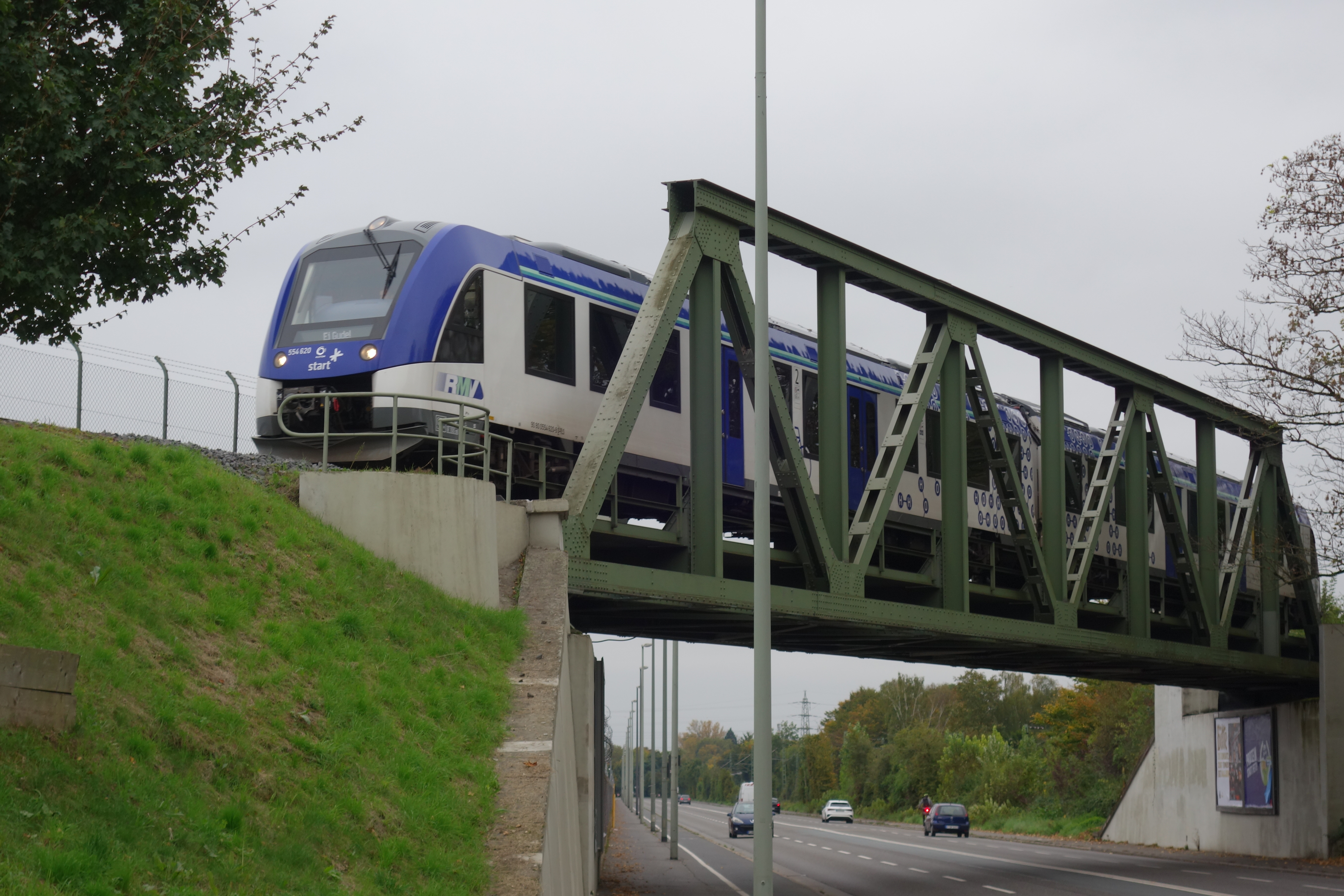
iLint op weg naar het waterstoftankstation in het Industriepark Höchst

Op basis van de dieselmechanische LINT 54 heeft Alstom samen met het Deutsches Zentrum für Luft- und Raumfahrt de iLint ontwikkeld, een elektrisch treinstel met stroomvoorziening door waterstof-brandstofcellen.
Deze voertuigen worden onder meer ingezet in de omgeving van Frankfurt en worden getankt op het Industriepark Höchst, waar de waterstof als bijproduct wordt geproduceerd.
| Serie                         | Type      | Afbeelding | Vervoerder                                          | In dienst gesteld     | Aantal | Aantal rijtuigen | Opmerkingen |
| ----------------------------- | --------- | ---------- | --------------------------------------------------- | --------------------- | ------ | ---------------- | --- |
| DB Baureihe 640               | LINT 27   |            | DB                                                  | 2000                  | 30     | 1                | |
| VT 300                        | LINT 41   |            | Nord-Ostsee-Bahn (NOB)                              | 2000                  | 9      | 2                | |
| VT 500                        | LINT 41   |            | NordWestBahn (NWB) (LNVG)                           | 2000                  | 34     | 2                | |
| VT 2.70                       | LINT 41   |            | nordbahn Eisenbahngesellschaft (NBE)                | 2001                  | 1      | 2                | |
| VT 2.70                       | LINT 41   |            | Schleswig-Holstein-Bahn (SHB)                       | 2001                  | 5      | 2                | |
| VT 700                        | LINT 41   |            | Ostseeland Verkehr (OLA)                            | 2001                  | 6      | 2                | |
| DB Baureihe 648               | LINT 41   |            | DB                                                  | 2001-2015             | 144    | 2                | |
| Coradia LINT                  | LINT 41/H |            | Keolis (Syntus)                                     | 2001-2005             | 25     | 2                | De 31 is gesloopt na een aanrijding. Van december 2012 tot en met december 2023 reden enkel de 36 en 38-45. Andere treinstellen zijn verkocht aan Arriva, Veolia en Inlandsbanan (Zweden). |
| VT 100                        | LINT 41   |            | EVB (LNVG)                                          | 2003                  | 9      | 2                | |
| VT 4.01                       | LINT 41   |            | Eurobahn                                            | 2003                  | 11     | 2                | |
| VT 11                         | LINT 41   |            | Abellio Rail                                        | 2005                  | 3      | 2                | Inzet op traject Gelsenkirchen – Wanne-Eickel Hbf – Bochum Hbf |
| Coradia LINT                  | LINT 41/H |            | Arriva                                              | 2013 2016 2018        | 2 7 1  | 2                | Voormalig Syntus-treinstellen 33 en 34, rijden sinds december 2013 tussen Almelo en Mariënberg (sinds augustus 2016 Almelo en Hardenberg). Voormalig Syntus-treinstellen 24-26, 28-30 en 32, rijden sinds december 2023 in Gelderland en Overijssel op het traject Zutphen-Hengelo-Oldenzaal. Voormalig Syntus-treinstel 37, rijdt sinds 2018 tussen Almelo en Hardenberg. |
| Coradia LINT                  | LINT 41/H |            | Veolia Transport Rail                               | 2014                  | 2      | 2                | Voormalige Syntus-treinstellen 35 en 37. Gingen in 2017 terug naar leasemaatschappij. De 35 en 37 werden in 2018 verkocht aan respectievelijk de Zweedse Inlandsbanan (samen met 21-23 en 27) en Arriva Vechtdallijnen. |
| AKN Lint 54                   | LINT 54   |            | AKN                                                 | 2015                  | 14     | 2                | |
| BE Lint 41                    | LINT 41   |            | BE                                                  | vanaf 2018            | 5      | 2                | Inzet op traject tussen Bad Bentheim en Neuenhaus |
| DB Baureihe 622               | LINT 54   |            | DB                                                  | 2014-2015             | 42     | 2                | Dieselnetten rond Keulen, Zuidwest-Duitsland en Rheinland-Pfalz/Saarland |
| DB Baureihe 620               | LINT 81   |            | DB                                                  | 2014                  | 38     | 3                | |
| VT 12                         | LINT 41   |            | Abellio Rail                                        | 2013                  | 9      | 2                | Inzet op traject van Solingen via Remscheid naar Wuppertal |
| VT 13                         | LINT 41   |            | VIAS GmbH                                           | 2017                  | 9      | 2                | Inzet op traject Mönchengladbach - Dalheim en Düsseldorf - Neuss - Grevenbroich - Bedburg |
| VT 870                        | LINT 27   |            | HarzElbeExpres (HEX)                                | 2005                  | 7      | 1                | |
| VT 800                        | LINT 41   |            | HarzElbeExpres (HEX)                                | 2005                  | 12     | 2                | |
| VT 200                        | LINT 41   |            | Hessische Landesbahn (HLB)                          | 2006                  | 10     | 2                | |
| 648                           | LINT 41   |            | Erixx (LNVG)                                        | 2011                  | 27     | 2                | |
| 648                           | LINT 54   |            | Erixx (LNVG)                                        | 2014                  | 28     | 2                | |
| Baureihe 622                  | LINT 54   |            | vlexx (Regentalbahn / Netinera)                     | 2014                  | 45     | 2                | |
|                               | LINT 54   |            | (Netinera)                                          | 2014                  | 10     | 2                | |
| Baureihe 620                  | LINT 81   |            | vlexx (Regentalbahn / Netinera)                     | 2014                  | 18     | 3                | |
| VT 100                        | LINT 41   |            | NordseeBahn (NB)                                    | 2003                  | 5      | 2                | |
| VT 200                        | LINT 27   |            | vectus                                              | 2004                  | 10     | 1                | |
| VT 250                        | LINT 41   |            | vectus                                              | 2004                  | 18     | 2                | |
| Arriva Skandinavien LINT      | LINT 41   |            | Arriva                                              | 2003-2004, 2010, 2012 | 43     | 2                | |
| Lokalbanen LINT               | LINT 41   |            | Lokalbanen                                          | 2006 - 2007           | 27     | 2                | |
| NJ Lint                       | LINT 41   |            | Nordjyske Jernbaner (NJ)                            | 2017                  | 13     | 2                | |
| Vestsjællands Lokalbaner LINT | LINT 41   |            | Vestsjællands Lokalbaner (VL) Sinds 2009 Regionstog | 2007                  | 9      | 2                | |
| Regionstog LINT               | LINT 41   |            | Regionstog (RT)                                     | 2009                  | 5      | 2                | |
| OC Transpo LINT               | LINT 41   |            | OC Transpo Ottawa, Canada                           | 2013                  | 6      | 2                | |

## Coradia LIREX
De LIREX was een experimenteel dieseltreinstel, dat ingezet is door de Deutsche Bahn. Het treinstel is na zes jaar dienst in 2006 buiten dienst gesteld.
| Serie            | Afbeelding | Vervoerder | In dienst gesteld | Aantal | Aantal rijtuigen | Aandrijving      |
| ---------------- | ---------- | ---------- | ----------------- | ------ | ---------------- | ---------------- |
| Baureihe 618/619 |            | DB         | 2000              | 1      | 6                | Dieselelektrisch |

## Coradia Minuetto
De Coradia Minuetto is een motorrijtuig of treinstel, en een zogenaamde light train. De Minuetto is een afgeleid van de LINT, maar is ook beschikbaar als een versie met elektrische tractie. De treinen worden gebouwd en ingezet in Italië, de eerste ruwbouw rijtuigen werden echter in Salzgitter gebouwd.
| Serie   | Afbeelding | Vervoerder                          | In dienst gesteld | Aantal | Aantal rijtuigen | Aandrijving                 |
| ------- | ---------- | ----------------------------------- | ----------------- | ------ | ---------------- | --------------------------- |
| ALn 501 |            | Ferrovie dello Stato (FS)           | 2005              | 90     | 3                | Dieselelektrisch            |
| ALe 501 |            | Ferrovie dello Stato (FS)           | 2004              | 107    | 3                | Gelijkstroom / Bovenleiding |
| ETR/SO3 |            | Ferrovia Adriatico-Sangritana (FAS) | 2005              | 4      | 3                | Gelijkstroom / Bovenleiding |
| ETR 901 |            | Ferrovia Centrale Umbra (FCU)       | 2008              | 4      | 3                | Gelijkstroom / Bovenleiding |
| ELT 200 |            | Ferrotramviaria (FT)                | 2004              | 12     | 3 en 4           | Gelijkstroom / Bovenleiding |
| TTR     |            | Gruppo Torinese Trasporti (GTT)     | 2005-2008         | 19     | 3                | Gelijkstroom / Bovenleiding |
| ETi     |            | Trentino Trasporti Spa (TT)         | 2005              | 14     | 2                | Gelijkstroom / Bovenleiding |
| MD-Tn   |            | Trentino Trasporti Spa (TT)         | 2005              | 10     | 3                | Dieselelektrisch            |

## Coradia Meridian
De Coradia Meridian is een elektrisch treinstel,  afgeleid van het type Coradia Minuetto. Het wordt ingezet op het Italiaanse spoorwegnetwerk. 
| Serie   | Afbeelding | Vervoerder                | In dienst gesteld | Aantal | Aantal rijtuigen | Aandrijving                 |
| ------- | ---------- | ------------------------- | ----------------- | ------ | ---------------- | --------------------------- |
| EA 720  |            | Trenord (TN)              | 2010              | 22     | 5                | Gelijkstroom / Bovenleiding |
| ETR 425 |            | Ferrovie dello Stato (FS) | 2014              | 37     | 5                | Gelijkstroom / Bovenleiding |
| ETR 425 |            | Ferrovie dello Stato (FS) | 2014              | 12     | 5                | Gelijkstroom / Bovenleiding |
| ETR 425 |            | Ferrovie dello Stato (FS) | 2014              | 5      | 5                | Gelijkstroom / Bovenleiding |
| ETR 324 |            | Ferrovie dello Stato (FS) | 2014              | 16     | 4                | Gelijkstroom / Bovenleiding |

## Coradia Nordic
De Alstom Coradia Nordic is een elektrisch treinstel voor het (inter)regionale en voorstedelijk vervoer. Het is aangepast naar het Noord-Europese klimaat.
| Serie | Afbeelding | Vervoerder                                                              | In dienst gesteld    | Aantal | Aantal rijtuigen | Aandrijving                 |
| ----- | ---------- | ----------------------------------------------------------------------- | -------------------- | ------ | ---------------- | --------------------------- |
| X60   |            | AB Storstockholms Lokaltrafik (SL)                                      | 2005-2008, 2012      | 83     | 6                | Wisselstroom / Bovenleiding |
| X61   |            | Skånetrafiken - Arriva Östgötatrafiken Jönköpings Länstrafik Västtrafik | 2009-2012, 2013-2014 | 87     | 4                | Wisselstroom / Bovenleiding |
| X62   |            | Norrtåg                                                                 | 2011-2012            | 11     | 4                | Wisselstroom / Bovenleiding |

## Coradia Polyvalent
De Coradia Polyvalent is een treinstel voor het (inter)regionaal en voorstedelijk treinverkeer. Het wordt in Frankrijk en grensoverschrijdend naar Zwitserland en Duitsland ingezet voor de treindiensten (TER) georganiseerd door de Franse regio's. De Coradia Polyvalent rijdt ook in Algerije en Senegal. Vanaf 2022 is de productie van de familie Coradia Polyvalent overgenomen door CAF. 
| Serie    | Afbeelding | Vervoerder | In dienst gesteld | Aantal | Aantal rijtuigen | Aandrijving |
| -------- | ---------- | ---------- | ----------------- | ------ | ---------------- | --- |
| Régiolis |            | SNCF       | 2013-2024+        | 378    | 4 - 6            | bovenleiding: wisselstroom / verschillende versies bicourant of tricourant met gelijkstroom en/of bimode (dieselelektrisch) |

### Coradia Liner V200
De Coradia Liner V200 is een treinstel voor het intercity-treinverkeer met maximumsnelheid 200 km/h. Het is eigenlijk een van de versies van de Régiolis (Coradia Polyvalent), en wordt ingezet in Frankrijk voor de Intercités-diensten, de klassieke treinen over langere afstand in opdracht van de Franse centrale overheid, en voor treinen in opdracht van de regin Grand-Est. Het treinstel kan rijden op twee verschillende bovenleidingsspanningen en kan daarnaast ook op diesel rijden (bimode). 
| Serie            | Afbeelding | Vervoerder | In dienst gesteld | Aantal | Aantal rijtuigen | Aandrijving                                               |
| ---------------- | ---------- | ---------- | ----------------- | ------ | ---------------- | --------------------------------------------------------- |
| Régiolis B 85000 |            | SNCF       | 2017-2020         | 24+15  | 6                | Gelijkstroom-Wisselstroom / Bovenleiding Dieselelektrisch |

## Coradia Stream/Max
De Coradia Stream en Cordia Max is een treinstel voor het (inter)regionaal treinverkeer. De Stream-variant kenmerkt zich doordat deze enkeldeks is, terwijl de Max zich kenmerkt zich doordat deze (deels) dubbeldeks is. De Coradia Stream wordt door de NS ingezet op het Nederlandse spoorwegnet. Het treinstel is beschikbaar in een elektrische aandrijving en kan uit maximaal 9 rijtuigen bestaan, die bijna allemaal met Jacobsdraaistellen zijn te koppelen. In het begin van oktober 2017 zijn de treinstellen van zowel de NS als Trenitalia gepresenteerd. Later volgden er meer bestellingen vanuit Italië, maar ook vanuit Spanje, Luxemburg, Denemarken, Duitsland en Roemenië.
| Serie                  | Afbeelding | Vervoerder                           | In dienst gesteld | Aantal      | Aantal bakken                         | Soort               | Aandrijving                              |
| ---------------------- | ---------- | ------------------------------------ | ----------------- | ----------- | ------------------------------------- | ------------------- | ---------------------------------------- |
| ICNG                   |            | NS                                   | 2023              | 49 27 21 10 | 5 8                                   | 200 km/u            | Gelijkstroom-Wisselstroom / Bovenleiding |
| POP (ETR 103, ETR 104) |            | Trenitalia                           | 2019              | 216         | 3 en 4                                | 160 km/u            | Gelijkstroom-Wisselstroom / Bovenleiding |
| Donizetti              |            | FNM (IT)                             | 2022, 2023        | 31 20       | 4                                     | 160 km/u            |                                          |
| POP                    |            | FT (IT)                              | 2022              | 5 6         | 4                                     | 160 km/u            |                                          |
| CFL 2400 en 2450       |            | CFL                                  | 2022              | 22 12       | 3 6                                   | 160 km/u dubbeldeks |                                          |
|                        |            | DSB                                  | 2024              | 100         | 5                                     | 200 km/u            |                                          |
|                        |            | LNVG (D)                             | 2024              | 34          | 4 (vanaf 2028 worden het 6 rijtuigen) |                     |                                          |
|                        |            | DB                                   |                   | 13 4 29     | 4 5 4                                 | 160 km/u dubbeldeks |                                          |
|                        |            | CFR (RO)                             |                   | 20          | 6                                     | 160 km/u            |                                          |
| POP 2.0 (ETR 108)      |            | Trasporto Unico Abruzzese (TUA) (IT) |                   | 3           |                                       | 160 km/u            |                                          |
| POP 2.0 (ETR 108)      |            | Toscane                              |                   |             |                                       | 200 km/u            |                                          |
|                        |            | STA (IT)                             |                   | 8           |                                       | 160 km/u            |                                          |

## Coradia 1000
De Coradia 1000 is een dieselmechanisch treinstel voor het (inter)regionaal treinverkeer in het Verenigd Koninkrijk. 
| Serie     | Afbeelding | Vervoerder                                                                | In dienst gesteld | Aantal | Aantal rijtuigen | Aandrijving      |
| --------- | ---------- | ------------------------------------------------------------------------- | ----------------- | ------ | ---------------- | ---------------- |
| Class 175 |            | Arriva                                                                    | 1999-2000         | 27     | 2-3              | Dieselmechanisch |
| Class 180 |            | First Hull Trains Northern Rail Grand Central National Express East Coast | 2000-2008         | 14     | 5                | Dieselmechanisch |

## Coradia Charlevoix
De Charlevoix is een demonstratietrein: een aangepaste iLink met in plaats van dieselolie waterstof als brandstof. De trein is ontwikkeld bij Linke-Hofmann-Busch in Nedersaksen, waar er sinds 2018 mee proefgereden wordt. Het demonstratietraject is ontwikkeld met de regering van Quebec. De Charlevoix rijdt van 17 juni tot 30 september 2023 langs de Sint-Laurensrivier van Parc de la Chute-Montmorency, een natuurgebied met watervallen nabij Quebec City, naar Baie-Saint-Paul, eveneens een toeristische lokatie.